# Дискографија Роберта Планта
Након распада Лед Зепелина 1980. (након смрти Џона Бонама), Роберт Плант је наставио успешну соло каријеру која се састојала од једанаест студијских албума, две компилације, три видео албума, четири колаборативна албума и 42 сингла.
Своју соло каријеру започео је са Pictures at Eleven 1982. године, након чега је уследио The Principle of Moments 1983. године. Популарне песме из овог периода укључују "Big Log" (топ 20 хит 1983), "In the Mood" (1984), "Little by Little" (из Shaken 'n' Stirred из 1985), "Tall Cool One" (а. Бр. 25 хит из 1988. Нов анд Зен), Manic Nirvana "Hurting Kind" (I've Got My Eyes on You)" (1990) и "I Believe" (из Fate of Nations из 1993), још једна песма написана и посвећена свом покојном сину Караку.
Године 1984. Плант је оформио краткотрајну ол-стар групу са Џимијем Пејџом и Џефом Беком под називом Honeydrippers, који су имали хит број 3 са римејком песме Фила Филлипса, "Sea of Love" и наставком хит са обрадом песме Роја Брауна "Rockin' at Midnight". Иако је Плант избегавао да изводи песме Лед Зепелина током већег дела овог периода, његове турнеје 1983. (са бубњаром Филом Колинсом) и 1985. биле су веома успешне, често наступајући на распродатим местима.
Године 2007. Плант је сарађивао са уметницом блуграса и кантри музике Алисон Краус. Издали су критично прихваћен албум Raising Sand 23. октобра 2007. преко издавачке куће, Rounder Records. Албум се показао успешним, дебитовао је као број 2 на Билбоард 200 свих жанрова и бр. 2 на листи Топ кантри албуми. Био је то и међународни успех, пошто је у многим земљама добио платинасти сертификат. Године 2008. први сингл са албума Gone, Gone, Gone (Done Moved On), освојио је награду Греми за најбољу поп сарадњу са вокалом на 50. додели Греми награда. На 51. додели Греми награда, албум је освојио свих пет категорија у којима је номинован – албум године, најбољи савремени фолк албум, плоча године (за „Please Read the Letter”), најбоља поп сарадња са вокалом (за „Rich Woman“) и награду Греми за најбољу кантри сарадњу са вокалом (за „Killing the Blues“).

## Албуми

### Студио албуми
| Година | Детаљи албума | Сертификати                                               |
| ------ | --- | --------------------------------------------------------- |
| 1982   | Pictures at Eleven - Датум објављивања: 28. јун 1982. - Ознака: Swan Song                                                                | - BPI: Сребро - ARIA: Злато - MC: Платина - RIAA: Платина |
| 1983   | The Principle of Moments - Датум објављивања: 11. јул 1983. - Ознака: Es Paranza                                                         | - BPI: Злато - ARIA: Злато - RIAA: Платина                |
| 1985   | Shaken 'n' Stirred - Датум објављивања: 20. мај 1985. - Ознака: Es Paranza                                                               | - RIAA: Злато                                             |
| 1988   | Now and Zen - Датум објављивања: 29. фебруар 1988. - Ознака: Es Paranza                                                                  | - BPI: Злато - RIAA: 3× Платина                           |
| 1990   | Manic Nirvana - Датум објављивања: 19. март 1990. - Ознака: Es Paranza                                                                   | - BPI: Сребро - MC: Платина - RIAA: Злато                 |
| 1993   | Fate of Nations - Датум објављивања: 25, мај 1993. - Ознака: Es Paranza                                                                  | - BPI: Сребро - MC: Злато - RIAA: Злато                   |
| 2002   | Dreamland (заједно са Тhe Strange Sensation) - Датум објављивања: 16. јул 2002. - Ознака: Mercury                                        |                                                           |
| 2005   | Mighty ReArranger (заједно са Тhe Strange Sensation) - Датум објављивања: 25. април 2005. - Ознака: Sanctuary                            | - BPI: Сребро                                             |
| 2010   | Band of Joy - Датум објављивања: 14. септембар 2010. - Ознака: Rounder                                                                   | - BPI: Злато - IFPI NOR: Злато                            |
| 2014   | Lullaby and... The Ceaseless Roar (заједно са Тhe Sensational Space Shifters) - Датум објављивања: 9. септембар 2014. - Ознака: Nonesuch | - BPI: Злато                                              |
| 2017   | Carry Fire (заједно са Sensational Space Shifters) - Датум објављивања: 13. октобар 2017. - Ознака: Nonesuch                             | - BPI: Сребро                                             |

### Live албуми
| Година | Детаљи албума                                                                                          |
| ------ | --- |
| 2012   | Robert Plant presents: Sensational Space Shifters (Live in London July '12) - Објављено: 13. јул 2012. |

## Колаборативни албуми

### Студио
| Година | Детаљи албума                                                                                | Сертификати                                  |      | |                             |
| ------ | -------------------------------------------------------------------------------------------- | -------------------------------------------- | ---- | --- | --------------------------- |
| Година | Детаљи албума                                                                                | Сертификати                                  | 1998 | Walking into Clarksdale - са Џимијем Пејџом (као Пејџ и Плант) - Објављивање: 21. април 1998. - Издавачка кућа: Atlantic | - BPI: Сребро - RIAA: Злато |
| 2007   | Raising Sand - са Алисон Краус - Објављивање: 23. октобар 2007. - Издавачка кућа: Rounder    | - BPI: Платина - MC: Платина - RIAA: Платина |      | |                             |
| 2021   | Raise the Roof - са Алисон Краус - Објављивање: 19. новембар 2021. - Издавачка кућа: Rounder |                                              |      | |                             |